# Стефан Брюей
Стефан Брюей (фр. Stéphane Bruey, нар. 1 грудня 1932, Шампіньї-сюр-Марн — пом. 31 серпня 2005) — французький футболіст польського походження, що грав на позиції нападника.

## Клубна кар'єра
У дорослому футболі дебютував 1950 року виступами за команду клубу «Расінг» (Париж), в якій провів один сезон, взявши участь у 17 матчах чемпіонату. 
Згодом з 1951 по 1953 рік грав у складі команд «Руана» та того паризького «Расінга».
Своєю грою за останню команду привернув увагу представників тренерського штабу клубу «Монако», до складу якого приєднався 1953 року. Відіграв за команду з Монако наступні чотири сезони своєї ігрової кар'єри. Більшість часу, проведеного у складі «Монако», був основним гравцем атакувальної ланки команди.
Протягом 1957—1964 років захищав кольори команди клубу «Анже».
Завершив професійну ігрову кар'єру в клубі «Ліон», за команду якого виступав протягом 1964—1966 років.
Помер 31 серпня 2005 року на 73-му році життя.

## Виступи за збірну
1957 року дебютував в офіційних матчах у складі національної збірної Франції. Протягом кар'єри у національній команді, яка загалом тривала 6 років, провів у формі головної команди країни лише 4 матчі, забивши 1 гол.
У складі збірної був учасником чемпіонату світу 1958 року у Швеції, на якому команда здобула бронзові нагороди.

## Титули і досягнення
- Бронзовий призер чемпіонату світу: 1958